# Gmina Rockford (hrabstwo Floyd)

Położenie Gminy Rockford w hrabstwie Floyd

Gmina Rockford (ang. Rockford Township) – gmina w USA, w stanie Iowa, w hrabstwie Floyd. Według danych z 2000 roku gmina miała 1 331 mieszkańców, a jej powierzchnia wynosi 109,89 km².